# Észtország a 2017. évi téli universiadén
Észtország a kazahsztáni Almatiban megrendezett 2017. évi téli universiade egyik részt vevő nemzete volt.

## Alpesisí
Férfi
| Versenyző       | Versenyszám            | 1. futam | 1. futam | 2. futam | 2. futam | Összesítés | Összesítés |
| Versenyző       | Versenyszám            | Idő      | Hely.    | Idő      | Hely.    | Idő        | Helyezés   |
| --------------- | ---------------------- | -------- | -------- | -------- | -------- | ---------- | ---------- |
| Sten-Mark Virro | Műlesiklás             | 1:04,26  | 42.      | 1:05,92  | 36.      | 2:10,18    | 35.        |
| Sten-Mark Virro | Óriás-műlesiklás       | 1:14,35  | 67.      | 1:18,22  | 60.      | 2:32,57    | 60.        |
| Sten-Mark Virro | Szuperóriás-műlesiklás |          |          |          |          | 1:14,06    | 56.        |

| Versenyző       | Versenyszám | Szuperóriás- műlesiklás | Szuperóriás- műlesiklás | Műlesiklás    | Műlesiklás    | Összesítés | Összesítés |
| Versenyző       | Versenyszám | Idő                     | Hely.                   | Idő           | Hely.         | Idő        | Helyezés   |
| --------------- | ----------- | ----------------------- | ----------------------- | ------------- | ------------- | ---------- | ---------- |
| Sten-Mark Virro | Összetett   | 1:15,81                 | 48.                     | nem ért célba | nem ért célba | kiesett    | kiesett    |

Női
| Versenyző         | Versenyszám      | 1. futam      | 1. futam      | 2. futam | 2. futam | Összesítés | Összesítés |
| Versenyző         | Versenyszám      | Idő           | Hely.         | Idő      | Hely.    | Idő        | Helyezés   |
| ----------------- | ---------------- | ------------- | ------------- | -------- | -------- | ---------- | ---------- |
| Lise Anette Vaher | Műlesiklás       | nem ért célba | nem ért célba | kiesett  | kiesett  | kiesett    | kiesett    |
| Lise Anette Vaher | Óriás-műlesiklás | nem ért célba | nem ért célba | kiesett  | kiesett  | kiesett    | kiesett    |

Versenyzők adatai:
| Név               | Születési idő     | Kora  | Egyesület          | Felsőoktatási tanintézet           |
| Sten-Mark Virro   | 1997. május 31.   | 19 év | Est2018            | TTK University of Applied Sciences |
| Lise Anette Vaher | 1996. április 12. | 20 év | Sportclub Exsequor | Tallinn University of Technology   |

## Északi összetett
| Versenyző   | Versenyszám                            | Síugrás | Síugrás | Síugrás | Síugrás    | Sífutás | Összesítés | Összesítés |
| Versenyző   | Versenyszám                            | Táv     | Pont    | Hely.   | Időhátrány | Idő     | Idő        | Helyezés   |
| ----------- | -------------------------------------- | ------- | ------- | ------- | ---------- | ------- | ---------- | ---------- |
| Raiko Heide | Egyéni normálsánc (normálsánc + 10 km) | 81,5    | 83,5    | 18.     | +3:02      | 33:33,5 | 36:35,5    | 23.        |

| Versenyző   | Versenyszám                             | Sífutás | Sífutás    | Sífutás | Sífutás | Síugrás  | Síugrás  | Síugrás  | Síugrás     | Síugrás     | Síugrás     | Összesítés | Összesítés | Összesítés |
| Versenyző   | Versenyszám                             | Idő     | Időhátrány | Pont    | Hely.   | Első kőr | Első kőr | Első kőr | Második kőr | Második kőr | Második kőr | Pont       | Helyezés   |            |
| Versenyző   | Versenyszám                             | Idő     | Időhátrány | Pont    | Hely.   | Táv. (m) | Pont     | Hely.    | Táv. (m)    | Pont        | Hely.       | Pont       | Helyezés   |            |
| ----------- | --------------------------------------- | ------- | ---------- | ------- | ------- | -------- | -------- | -------- | ----------- | ----------- | ----------- | ---------- | ---------- | ---------- |
| Raiko Heide | Egyéni tömegrajtos (10 km + normálsánc) | 29:15,8 | +6:20,6    | 24,7    | 23.     | 79,0     | 29,1     | 19.      | 80,0        | 31,0        | 18.         | 84,8       | 19.        |            |

Versenyző adatai:
| Név         | Születési idő      | Kora  | Egyesület     | Felsőoktatási tanintézet |
| Raiko Heide | 1990. december 23. | 26 év | Skiclub Nomme | Tallinn University       |

## Gyorskorcsolya
Férfi
| Versenyző       | Versenyszám | 1. futam | 1. futam | 2. futam | 2. futam | Eredmény | Helyezés |
| Versenyző       | Versenyszám | Idő      | Hely.    | Idő      | Hely.    | Eredmény | Helyezés |
| --------------- | ----------- | -------- | -------- | -------- | -------- | -------- | -------- |
| Kaspar Kaljuvee | 500 m       | 38,57    | 31.      | 38,65    | 32.      | 77,23    | 32.      |
| Kaspar Kaljuvee | 1000 m      |          |          |          |          | 1:15,167 | 30.      |
| Kaspar Kaljuvee | 1500 m      |          |          |          |          | 1:56,01  | 30.      |
| Aleks Luik      | 500 m       | 38,802   | 32.      | 38,33    | 30.      | 77,14    | 31.      |
| Aleks Luik      | 1000 m      |          |          |          |          | 1:17,56  | 38.      |
| Aleks Luik      | 1500 m      |          |          |          |          | 2:00,46  | 38.      |
| Aleks Luik      | 5000 m      |          |          |          |          | 7:55,37  | 25.      |

| Versenyző       | Versenyszám | Selejzető | Selejzető | Selejzető | Selejzető | Döntő    | Döntő    |
| Versenyző       | Versenyszám | 1. futam  | 1. futam  | 2. futam  | 2. futam  | Eredmény | Helyezés |
| Versenyző       | Versenyszám | Idő       | Hely.     | Idő       | Hely.     | Eredmény | Helyezés |
| --------------- | ----------- | --------- | --------- | --------- | --------- | -------- | -------- |
| Kaspar Kaljuvee | Tömegrajt   | 9:29,85   | 12.       |           |           | kiesett  | kiesett  |
| Aleks Luik      | Tömegrajt   |           |           | 8:54,87   | 14.       | kiesett  | kiesett  |

Női
| Versenyző    | Versenyszám | 1. futam | 1. futam | 2. futam | 2. futam | Eredmény      | Helyezés      |
| Versenyző    | Versenyszám | Idő      | Hely.    | Idő      | Hely.    | Eredmény      | Helyezés      |
| ------------ | ----------- | -------- | -------- | -------- | -------- | ------------- | ------------- |
| Mariin Sarap | 500 m       | 42,06    | 26.      | 42,12    | 24.      | 84,19         | 22.           |
| Mariin Sarap | 1000 m      |          |          |          |          | 1:26,51       | 27.           |
| Mariin Sarap | 1500 m      |          |          |          |          | 2:20,79       | 34.           |
| Mariin Sarap | Tömegrajt   |          |          |          |          | nem ért célba | nem ért célba |

## Hódeszka
Akrobatika
| Versenyző        | Versenyszám   | Selejtező | Selejtező | Selejtező | Elődöntő | Elődöntő | Elődöntő | Döntő    | Döntő    | Helyezés |
| Versenyző        | Versenyszám   | 1. futam  | 2. futam  | Hely.     | 1. futam | 2. futam | Hely.    | 1. futam | 2. futam | Helyezés |
| ---------------- | ------------- | --------- | --------- | --------- | -------- | -------- | -------- | -------- | -------- | -------- |
| Kaspar Grigorjev | Férfi lejtő   | 19,00     | 24,50     | 22.       |          |          |          | kiesett  | kiesett  | 22.      |
| Kaspar Grigorjev | Férfi big air | 58,50     | 21,50     | 15.       |          |          |          | kiesett  | kiesett  | 15.      |

Versenyző adatai:
| Név              | Születési idő      | Kora  | Egyesület          | Felsőoktatási tanintézet         |
| Kaspar Grigorjev | 1991. november 27. | 25 év | Tartu Lumelauakool | Tallinn University of Technology |

## Műkorcsolya
| Versenyző     | Versenyszám  | Rövid program | Rövid program | Kűr     | Kűr     | Összesítés | Összesítés |
| Versenyző     | Versenyszám  | Pont          | Hely.         | Pont    | Hely.   | Pont       | Helyezés   |
| ------------- | ------------ | ------------- | ------------- | ------- | ------- | ---------- | ---------- |
| Samuel Koppel | Férfi egyéni | 53,52         | 29.           | kiesett | kiesett | kiesett    | kiesett    |

Versenyző adatai:
| Név           | Születési idő       | Kora  | Egyesület   | Felsőoktatási tanintézet |
| Samuel Koppel | 1995. augusztus 28. | 21 év | Tallinn FSC | Tallinn University       |

## Síugrás
| Versenyző   | Versenyszám | 1. ugrás | 1. ugrás | 1. ugrás | 2. ugrás | 2. ugrás | 2. ugrás | Összesítés | Összesítés |
| Versenyző   | Versenyszám | Táv. (m) | Pont     | Hely.    | Táv. (m) | Pont     | Hely.    | Pont       | Helyezés   |
| ----------- | ----------- | -------- | -------- | -------- | -------- | -------- | -------- | ---------- | ---------- |
| Raiko Heide | Normálsánc  | 76,5     | 78,1     | 49.      | kiesett  | kiesett  | kiesett  | kiesett    | kiesett    |
| Rauno Loit  | Normálsánc  | 82,5     | 95,4     | 42.      | kiesett  | kiesett  | kiesett  | kiesett    | kiesett    |

Versenyzők adatai:
| Név         | Születési idő      | Kora  | Egyesület     | Felsőoktatási tanintézet              |
| Raiko Heide | 1990. december 23. | 26 év | Skiclub Nomme | Tallinn University                    |
| Rauno Loit  | 1995. január 22.   | 22 év | Elva Skiclub  | Estonian Academy of Security Sciences |